# Mike Chang
Mickael "Mike" Chang est l'un des personnages fictifs réguliers des trois premières saisons de la série américaine Glee. Il est interprété par Harry Shum Jr. et doublé en France par Yann Le Madic.
Il apparaît au début de la première saison où, avec son ami Matt, il décide de s'inscrire à la chorale. C'est un élève plutôt réservé et secondaire qu'on apprendra plus à connaître dans les saisons successives. Il obtient son diplôme en même temps que la plupart des autres personnages à la fin de la saison 3, néanmoins il apparaîtra quelquefois dans les saisons 4 et 5.

## Biographie fictive

### Saison 1
Lors de la première saison, Mike est un personnage absolument secondaire. Malgré ses apparitions dans la quasi-totalité des épisodes, il ne parle que très rarement. Dans certains épisodes, il était appelé " L'autre asiat ", la première à avoir reçu ce sobriquet étant Tina Cohen-Chang. Il est souvent proche de Matt Rutherford, qui lui aussi est un personnage de second plan et a d'ailleurs quitté la série à la fin de la saison.
Cela dit, Mike se révèle être un excellent danseur. Timide au début, il nous apprend au dernier épisode que grâce à la chorale, il réussissait à danser en public. Cependant il n'a chanté aucun solo et on ne l'entend jamais dans les chansons collectives.

### Saison 2
Au tout début de la deuxième saison, nous apprenons que Mike est en couple avec Tina : elle aurait en effet craqué sur lui alors qu'ils étaient tous deux animateurs dans une colonie de vacances pour enfants asiatiques accro aux nouvelles technologies. 
Plus tard, durant l'épisode Duels de Duos, forcé de chanter, Mike offre une performance plutôt unique de la chanson Sing! avec Tina ou il affirme "ne pas savoir chanter et ne jamais pouvoir chanter". Cette performance lui a donné de l'assurance et de la confiance en lui-même.
Lors de l'épisode consacré à la Saint-Valentin, Tina et Mike offre chacun une performance musicale à l'autre, prouvant leur attachement mutuel.

### Saison 3
Lors du troisième épisode, alors qu'il auditionne pour le rôle de Riff dans la comédie musicale West Side Story, on apprend que son père tente de le dissuader de continuer la danse et le Glee Club pour se consacrer à des études sérieuses, tandis que sa mère l'encourage au contraire à réaliser ses rêves. Son père, grâce à l'aide de Tina Cohen-Chang, acceptera finalement son ambition de devenir danseur.
Tina et Mike ont à ce jour la relation la plus durable du Glee Club, et leurs disputes ne sont jamais très importantes.
Ils vont cependant se séparer au début de la saison 4, à cause de la distance.

## Interprétations

### Saison 2

#### Performance chant
- Sing! (A Chorus Line) - Avec Tina Cohen-Chang
- Bella Notte (La Belle et le Clochard) - Avec Sam Evans, Noah Puckerman et Artie Abrams

#### Performance danse
- Make 'Em Laugh (Donald O'Connor dans Chantons sous la pluie) - Avec Will Schuester
- Valerie (Amy Winehouse) (danse avec Brittany Pierce) - Avec Santana Lopez et les New Directions
- P.Y.T. (Pretty Young Thing) (Michael Jackson) - Avec Artie Abrams
- I've Gotta Be Me (Sammy Davis Jr.) - Avec Finn Hudson
- Bubble toes (Jack Johnson)

### Saison 3

#### Performance chant
- Cool (West Side Story)
- America (West Side Story) - Avec Santana Lopez et Noah Puckerman
- Hot For Teacher (Van Halen) - Avec Noah Puckerman et Blaine Anderson
- ABC (Jackson Five) - Avec Tina Cohen-Chang, Quinn Fabray et Kurt Hummel
- Scream (Michael Jackson ft. Janet Jackson) - Avec Artie Abrams
- L-O-V-E (Nat King Cole) - Avec Tina Cohen-Chang
- You Should Be Dancing (Bee Gees) - Avec Blaine Anderson et Brittany Pierce
- What Makes You Beautiful (One Direction) avec Artie Abrams, Sam Evans, Rory Flanagan et Joe Hart

#### Performance danse
- You Can’t Stop The Beat (Hairspray) (danse avec Brittany Pierce et Tina Cohen-Chang) - Avec les New Directions
- Moves Like Jagger/Jumping Jack Flash (Adam Levine & Christina Aguilera/The Rolling Stones) (danse avec Will Schuester)  - avec Artie Abrams
- Sexy and I know it (LMFAO) (danse avec Brittany Pierce)  - Avec David Martinez
- A Little Less Conversation (Elvis Presley) (danse avec Brittany Pierce)  - Avec Will Schuester